# Earomyia aterrima
Earomyia aterrima är en tvåvingeart som först beskrevs av Malloch 1920.  Earomyia aterrima ingår i släktet Earomyia och familjen stjärtflugor. Inga underarter finns listade i Catalogue of Life.